# Alfonso Delgado Salinas
Alfonso Octavio Delgado Salinas ( 1950 - ) es un botánico mexicano, que realiza sistemática de plantas vasculares, en particular en la familia de las fabáceas, en la Universidad Nacional Autónoma de México (UNAM).

## Algunas publicaciones
- Endo, Y., B.-H. Choi, H. Ohashi, A. Delgado-Salinas. 2008. Phylogenetic relationships of New World Vicia (Leguminosae) inferred from nrDNA internal transcribed spacer sequences and floral characters. Systematic Botany 33 (2): 356-363
- Delgado-Salinas, A.; N. Turland. 2008. Proposal to reject the name Phaseolus alatus (Leguminosae). Taxon 57 (1): 310-311
- Delgado-Salinas, A.; G.P. Lewis. 2008. A new species of Macroptilium (Benth.) Urban (Leguminosae: Papilionoideae: Phaseolinae) from northeastern Brazil. Kew Bulletin 63: 151-154
- Álvarez, N., M. Hossaert-McKey, G. Restoux, A. Delgado-Salinas, B. Benrey. 2007. Anthropogenic effects on population genetics of phytophagus insects associated with domesticated plants. Evolution 61 (12): 2986-2996
- Sotuyo, S., A. Delgado-Salinas, M. W. Chase, G. P. Lewis, K. Oyama. 2007. Cryptic speciation in Caesalpinia hintonii complex (Leguminosae: Caesalpinioideae) in a seasonally dry forest in Mexico. Ann. of Botany 100 (6): 1307-1314
- Delgado-Salinas, A.; W.R. Carr. 2007. Phaseolus texensis (Leguminosae: Phaseolinae): a new species from the Edwards Plateau of central Texas. Lundellia 10: 11-17

### Libros
- 2004. Bejucos y otras trepadoras de la estación de Biología Tropical los Tuxtlas, Veracruz, México. Volumen 36 de Cuadernos del Instituto de Biología. Ed. UNAM. 155 pp. ISBN 9703214215 En línea
- Armando Butanda C., Alfonso Delgado Salinas. 1991. Contribución a la biología mexicana por Helia Bravo Hollis: una guía bibliográfica. Ed. UNAM. 44 pp. ISBN 9683621104

- La abreviatura «A.Delgado» se emplea para indicar a Alfonso Delgado Salinas como autoridad en la descripción y clasificación científica de los vegetales.[1]